# Comté de Cherokee (Texas)
Pour les articles homonymes, voir Comté de Cherokee.
Le comté de Cherokee, en anglais : Cherokee County, est un comté situé dans l'est de l'État du Texas aux États-Unis. Fondé le 11 avril 1846, son siège de comté est la ville de Rusk. Selon le recensement de 2020, sa population est de 50 412 habitants. Le comté a une superficie de 2 750 km2, dont 2 725 km2 est de terre. Il est nommé en référence au peuple Cherokee (Tchérokî).

## Organisation du comté
Le comté de Cherokee est créé le 11 avril 1846, à partir des terres du comté de Nacogdoches. Il est définitivement organisé et autonome, le 13 juillet 1846.
Il est baptisé en référence au peuple Cherokee, qui  vivait dans la région avant d'en être expulsé en 1839,.

## Géographie

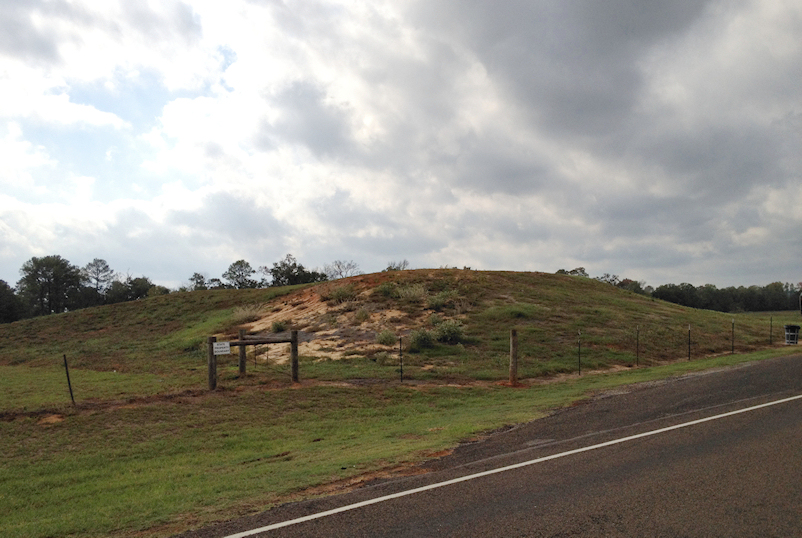
Monticule funéraire de Caddo du.

Le comté de Cherokee se situe au centre-est de l'État du Texas, aux États-Unis,. 

### Comtés adjacents
| Comté de Henderson | Comté de Smith    | Comté de Rusk        |
| Comté d'Anderson   | comté de Cherokee | Comté de Nacogdoches |
| Comté de Houston   |                   | Comté d'Angelina     |

### Axes routiers
Les principales autoroutes et routes du comté sont :
- U.S. Highway 69 (en)
- U.S. Highway 79 (en)
- U.S. Highway 84 (en)
- U.S. Highway 175
- State Highway 21 (en)
- State Highway 110 (en)
- State Highway 135 (en)
- State Highway 204 (en)
- State Highway 294 (en)

## Démographie
Lors du recensement de 2010, le comté comptait une population de 50 845 habitants. En 2017, la population est estimée à 52 240 habitants.
| Groupes           | Comté de Cherokee | Texas | États-Unis |
| ----------------- | ----------------- | ----- | ---------- |
| Blancs            | 71,7              | 70,4  | 72,4       |
| Afro-Américains   | 14,8              | 11,9  | 12,6       |
| Autres            | 10,3              | 10,6  | 6,4        |
| Métis             | 2,2               | 2,5   | 2,7        |
| Amérindiens       | 0,7               | 0,7   | 0,9        |
| Asiatiques        | 0,5               | 3,8   | 4,8        |
| Total             | 100               | 100   | 100        |
|                   |                   |       |            |
| Latino-Américains | 20,7              | 37,6  | 16,7       |

Pyramide des âges du comté de Cherokee (2000).

Selon l'American Community Survey, pour la période 2011-2015, 80,41 % de la population âgée de plus de 5 ans déclare parler l'anglais à la maison, 18,78 % l'espagnol et 0,81 % une autre langue.
| Indicateur                             | Comté de Cherokee | États-Unis |
| -------------------------------------- | ----------------- | ---------- |
| Personnes de moins de 5 ans            | 7,2 %             | 6,1 %      |
| Personnes de moins de 18 ans           | 25,7 %            | 22,6 %     |
| Personnes de plus de 65 ans            | 17,3 %            | 15,6 %     |
| Femmes                                 | 49,0 %            | 50,8 %     |
| Personnes par foyer                    | 2,72              | 2,64       |
| Vétérans                               | 8,3 %             | 8,0 %      |
| Personnes nées étrangères à l'étranger | 9,3 %             | 13,2 %     |
| Personnes sans assurance maladie       | 22,5 %            | 10,2 %     |
| Personnes avec un handicap             | 8,6 %             | 8,6 %      |
| Revenus annuels                        | 21 102 $          | 29 829 $   |
| Personnes sous le seuil de pauvreté    | 17,2 %            | 12,3 %     |
| Diplômés du lycée                      | 79,2 %            | 87,0 %     |
| Diplômés de l'université               | 18,1 %            | 30,3 %     |